# Spinirythus
Spinirythus is een geslacht van haften (Ephemeroptera) uit de familie Tricorythidae.

## Soorten
Het geslacht Spinirythus omvat de volgende soorten:
- Spinirythus colasi
- Spinirythus martini
- Spinirythus rosae